# Alexander Wähling
Alexander James Wähling (* 30. März 1995 in Las Palmas de Gran Canaria, Spanien) ist ein ehemaliger deutsch-englischer Fußballspieler und heutiger -trainer.

## Karriere

### Verein
Alexander Wähling begann mit vier Jahren das Fußballspielen beim FC Marbach. Von 2001 bis 2003 spielte er in der F-Jugend des FV Fortuna Kirchfeld. In den darauffolgenden Jahren lief Wähling für den FC Neureut auf. Nachdem sein Talent entdeckt worden war, wechselte er im Jahr 2009 in die C-Jugend des Karlsruher SC. Mit dieser gewann er die süddeutsche Meisterschaft und die Oberliga der C-Junioren. In den folgenden zwei Jahren spielte er für die U-17-Mannschaft in der U-17-Bundesliga und war in der Saison 2011/12 bester Vorlagengeber. Von 2012 bis 2014 lief Wähling für die A-Junioren des Karlsruher SC in der A-Junioren-Bundesliga auf. Seit Juli 2014 gehört er zum Kader der zweiten Mannschaft des 1. FSV Mainz 05 in der 3. Liga. Der Mittelfeldspieler gab sein Profidebüt am 2. Mai 2015, als ihn Trainer Sandro Schwarz im Drittligaspiel gegen die SG Sonnenhof Großaspach (3:1) in der 90. Minute für Philipp Klement einwechselte. Im Sommer 2016 beendete er seine Karriere und ist seit Sommer 2017 als Jugendtrainer beim Karlsruher SC tätig.

### Nationalmannschaft
Im Jahre 2012 wurde er von Horst Hrubesch in die deutsche Fußballnationalmannschaft (U-18-Junioren) berufen, absolvierte jedoch kein Spiel für den DFB.

## Leben
Wähling hat einen deutschen Vater und eine englische Mutter. Er wuchs mit vier jüngeren Brüdern zweisprachig auf. Seine Brüder Nicolas und Oliver sind auch als Profifußballer aktiv.